# NGC 7619
NGC 7619 este o galaxie situată în constelația Pegas. A fost descoperită în 26 septembrie 1785 de către William Herschel. Se află la o distanță de 54,95 de megaparseci de Pământ.